# Сферопласт
Сферопласт (от др.-греч. sphaira — шар и plastos — созданный, образованный) — бактериальная клетка с частично разрушенной (редуцированной) клеточной стенкой, характеризующаяся неустойчивостью к изменениям осмотического давления.
В гипертонической среде сферопласты обычно принимают сферическую форму, а в изотонических средах могут размножаться и осуществлять различные химические реакции, характерные для интактного организма; поддерживать развитие бактериофагов.

## Причины возникновения
Сферопласты образуются в результате действия литических агентов (лизоцима и др.), ингибиторов метаболизма или недостатка факторов роста.